# Riding Higher Benefiz Festival
Das Riding Higher Benefiz Festival (kurz Riding Higher) ist ein Open-Air-Reggae-Festival, welches vom gemeinnützigen Verein Move-Together e. V. in Odelzhausen bei München seit 2001 veranstaltet wird.
Es engagieren sich für das Festival über 100 Personen ehrenamtlich. Die Einnahmen kamen unterschiedlichen Initiativen, wie dem Baobab Family Project e. V., Handicapped Artworks e. V., Freiraum Dachau e. V., dem Cafe 104, dem Bayerischen Flüchtlingsrat, Watch the Med, Friends in Need International e. V., AMANI e.V., der Rumänienhilfe und Bürgerstiftung aus Odelzhausen zugute.

## Musiker und Künstler
Über die Jahre traten national und international bekannte Künstler und Musiker auf, beispielsweise Dub Syndicate, Dubblestandart, Dub Incorporation, Uwe Banton, Bluekilla, Embryo, Jahcoustix, Berlin Boom Orchestra, Prince Alla, Don Abi, Headcornerstone, Earl Sixteen, Götz Widmann, I-Fire, Jobarteh Kunda, Medassi, Rainer von Vielen und Wally Warning.

## Polizeieinsatz 2015
Überregional bekannt wurde das Riding Higher, nachdem sich die Polizeiinspektion Dachau über das Verhalten des Veranstalters öffentlich beschwerte.

„Dass ein Festival-Veranstalter die Polizeiarbeit in dieser Form boykottiert, habe ich noch nicht erlebt.“

Den Polizisten wurde erst nach namentlicher Registrierung, unter Verweis auf das Hausrecht,  der Zugang zum Festivalgelände gestattet – allerdings ohne, dass den Beamten die Armbänder, die sie als reguläre Gäste auswiesen ausgehändigt bekamen. Zusätzlich erfolgten Lautsprecher-Durchsagen und die Ausgabe von Flugblatt zum Verhalten bei Personenkontrollen.
Der Sprecher der Veranstalter kritisierte den Einsatz von 45 Polizisten in Zivil gegenüber den etwa 2000 Besuchern im Jahr 2015:

„... [Eine] unverhältnismäßige Großaktion, die auf Vorurteilen [...] basiert, [dies ist] eine Diffamierung einer bestimmten Gruppe Kulturschaffender [der Reggae-Szene].“

## Auszeichnungen
Das Riding Higher Benefiz Festival wurde 2012 für den Tassilo-Preis der Süddeutschen Zeitung nominiert.